# Girls' Generation-Oh!GG
Girls' Generation-Oh!GG (em coreano:  소녀시대-Oh!GG; também conhecido apenas como Oh!GG), é a segunda subunidade oficial do grupo feminino sul-coreano Girls' Generation, formado pela SM Entertainment. É composto por cinco integrantes do Girls' Generation sendo elas: Taeyeon, Sunny, Hyoyeon, Yuri e YoonA. A estreia oficial da subunidade ocorreu 5 de setembro de 2018, com o lançamento do single "Lil' Touch".

## História
Em outubro de 2017, os membros do Girls' Generation, Tiffany, Sooyoung e Seohyun decidiram deixar a SM Entertainment, efetivamente colocando o grupo em hiato. Mais tarde, a agencia anunciou que o grupo não seria dissolvido e que o futuro envolvimento com os três membros e o Girls' Generation seria discutido.
No início de agosto de 2018, a SM Entertainment anunciou o lançamento da segunda subunidade oficial do grupo Girls' Generation. No dia 27 de agosto (KST), foi revelado que Taeyeon, Sunny, Hyoyeon, Yuri e YoonA integrariam a segunda subunidade do grupo, intitulada Girls' Generation-Oh!GG. O nome da unit é uma combinação da interjeição "Oh!" e as iniciais em inglês do nome do grupo "GG". "Oh!GG" também soa como uma frase coreana que tem o significado de "impecável" ou "incrível". O primeiro reality do grupo, intitulado Girls For Rest, gravado na França estreou em 3 de setembro.
A estreia oficial da subunidade ocorreu em 5 de setembro com o lançamento do single "Lil' Touch", acompanhado da B-side "Fermata". A pré-venda do single, como um álbum Kihno, foi disponibilizada em 28 de agosto. O single alcançou alcançou a 1ª posição em muitos dos principais gráficos em tempo real da Coreia do Sul, incluindo o Bugs, Mnet, Soribada e MusicMate, além de ocupar o primeiro lugar nas paradas de álbuns do iTunes de 16 países: Brasil, Chile, México, Indonésia, Malásia, Tailândia, Taiwan, Camboja, Filipinas, Vietnã, Hong Kong, Cingapura, Guatemala, Suécia, Colômbia e Macau. A canção estreou na 8ª posição do Gaon Digital Chart, alcançando a 7ª posição na semana seguinte. A versão física do single vendeu mais de 43 mil cópias em seu primeiro mês de lançamento na Coreia do Sul, estreando na 3ª posição do Gaon Album Chart.

## Discografia

### Singles
| Título                | Ano  | Melhores posições nas paradas | Melhores posições nas paradas | Melhores posições nas paradas | Melhores posições nas paradas | Melhores posições nas paradas | Melhores posições nas paradas | Vendas        | Álbum                |
| Título                | Ano  | KOR                           | KOR Album                     | KOR Billboard                 | JPN                           | NZ Hot                        | US World                      | Vendas        | Álbum                |
| --------------------- | ---- | ----------------------------- | ----------------------------- | ----------------------------- | ----------------------------- | ----------------------------- | ----------------------------- | ------------- | -------------------- |
| "Lil' Touch" (몰랐니) | 2018 | 7                             | 3                             | 4                             | 33                            | 39                            | 6                             | - KOR: 43,191 | Lançamento sem álbum |

### Outras canções cartografadas
| Título           | Ano  | Melhores posições nas paradas | Álbum      |
| Título           | Ano  | US World                      | Álbum      |
| ---------------- | ---- | ----------------------------- | ---------- |
| "쉼표 (Fermata)" | 2018 | 22                            | Lil' Touch |

## Filmografia

### Televisão
| Ano  | Título         | Rede  |
| ---- | -------------- | ----- |
| 2018 | Girls For Rest | JTBC2 |

### Videos musicais
| Título                | Ano  | Diretor        |
| --------------------- | ---- | -------------- |
| "몰랐니 (Lil' Touch)" | 2018 | Vikings League |